# Liste der Biografien/Davin
Liste der Biografien |
Portal Biografien |
Personensuche
# |
A |
B |
C |
D |
E |
F |
G |
H |
I |
J |
K |
L |
M |
N |
O |
P |
Q |
R |
S |
T |
U |
V |
W |
X |
Y |
Z |
?
 
Da |
Db |
Dc |
Dd |
De |
Dg |
Dh |
Di |
Dj |
Dk |
Dl |
Dm |
Dn |
Do |
Dq |
Dr |
Ds |
Du |
Dv |
Dw |
Dy |
Dz
 
Daa |
Dab |
Dac |
Dad |
Dae |
Daf |
Dag |
Dah |
Dai |
Daj |
Dak |
Dal |
Dam |
Dan |
Dao |
Dap |
Daq |
Dar |
Das |
Dat |
Dau |
Dav |
Daw |
Dax |
Day |
Daz
 
Dava |
Davd |
Dave |
Davi |
Davl |
Davo |
Davr |
Davs |
Davu |
Davy
 
Davia |
Davic |
David |
Davie |
Davig |
Davil |
Davin |
Davio |
Davis |
Davit |
Daviz
Die Liste der Biografien führt alle Personen auf, die in der deutschsprachigen Wikipedia einen Artikel haben. Dieses ist eine Teilliste mit 15 Einträgen von Personen, deren Namen mit den Buchstaben „Davin“ beginnt.

## Davin
- Davin, Amanda (* 1992), schwedische Schauspielerin
- Davin, Dan (1913–1990), neuseeländischer Schriftsteller, Herausgeber
- Davín, Franco (* 1970), argentinischer Tennisspieler
- Davin, Henriette (1773–1844), französische Miniaturmalerin
- Davin, Jacques (* 1903), französischer Karambolagespieler und Weltmeister
- Davin, Karl Heinrich Georg (1823–1884), deutscher Organist, Seminarlehrer und Komponist der Romantik
- Davin, William (1890–1956), irischer Politiker, Teachta Dála

### Davina
- Davina Michelle (* 1995), niederländische Sängerin und YouTuberinDavina Michelle (* 1995)

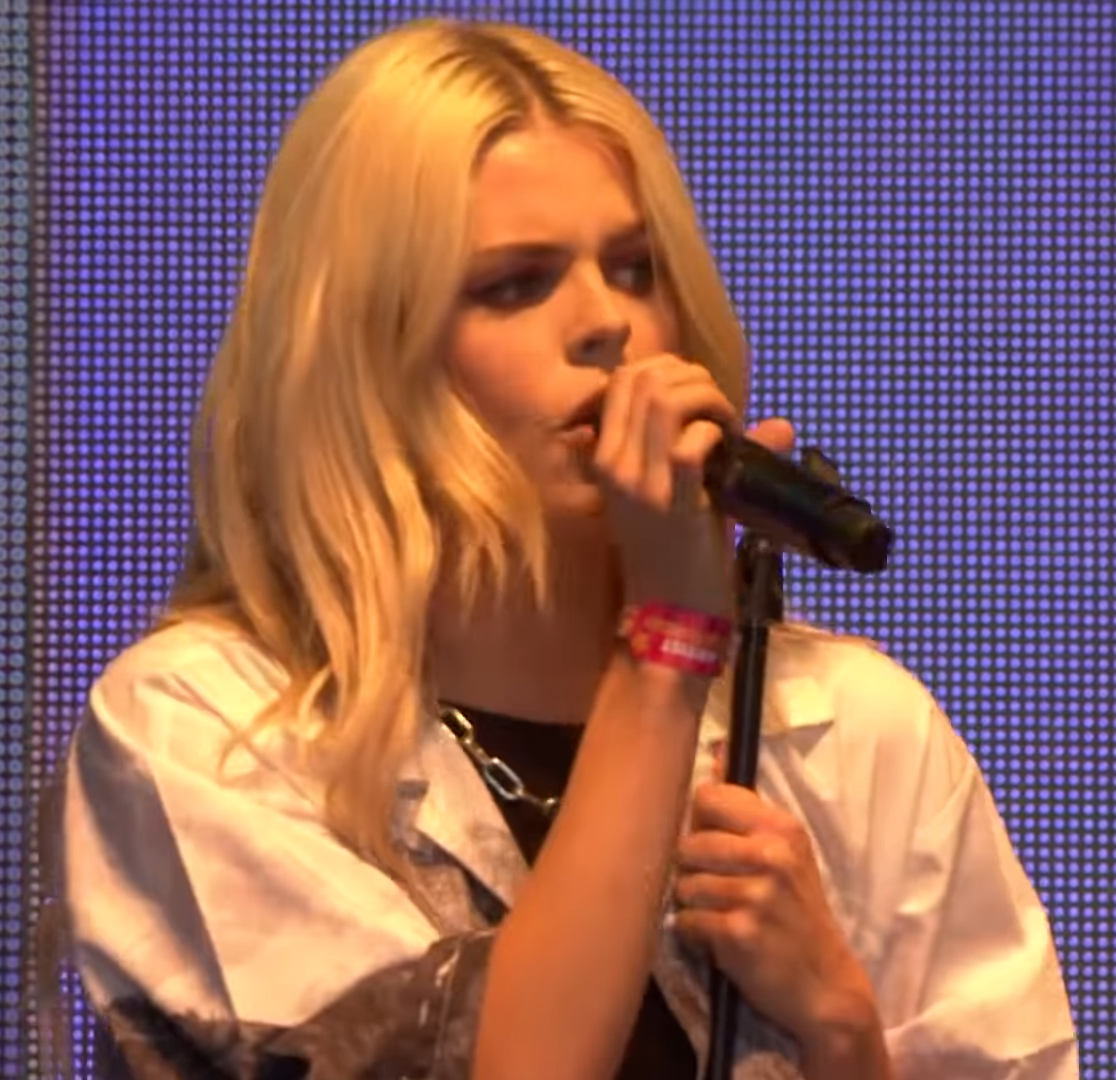
Davina Michelle (* 1995)

### Davine
- Davinet, Horace Edouard (1839–1922), französischer Architekt

### Davini
- Davinio, Caterina (* 1957), italienische Schriftstellerin und Medien-Künstlerin

### Davino
- D’Avino, Carmen (1918–2004), US-amerikanischer Filmemacher, Animator und Maler
- Davino, Duilio (* 1976), mexikanischer Fußballspieler
- Davino, Eduardo (1929–2011), italienischer Geistlicher und römisch-katholischer Bischof
- Davino, Flavio (* 1974), mexikanischer Fußballspieler
- Davino, Jorge (* 1945), argentinischer Fußballspieler